# Karen Moras
Karen Moras   (Sydney, 6 de gener de 1954) és una nedadora australiana, ja retirada, especialista en estil lliure, que va competir durant les dècades de 1960 i 1970.
Entrenada per Forbes Carlile, va fer el seu debut internacional com una jove prodigi amb tan sols 14 anys en els Jocs Olímpics d'Estiu de 1968 de Ciutat de Mèxic, on va disputar dues proves del programa de natació. Considerada una de les favorites a obtenir medalles, va haver de sobreposar-se a l'altitud i la manca d'oxigen, que l'obligà a rebre tractament mèdic per dificultats respiratòries i hiperventilació. Amb tot, guanyà la medalla de bronze en els 400 metres lliures, rere les estatunidenques Debbie Meyer i  Linda Gustavson, mentre en els 800 metres lliures fou quarta.
El 1970 va batre el rècord mundial dels 800 metres lliures als Campionats d'Austràlia i es va classificar per als Jocs de la Commonwealth de 1970 a Edimburg. En aquests Jocs va guanyar la medalla d'or en les proves de 200, 400 i 800 metres lliures, millorant en 7 segons el seu rècord mundial dels 800 metres lliures durant la competició.
El 1971 passà a entrenar-se amb Don Talbot i es va classificar per representar Austràlia als Jocs de Munic de 1972, on disputà tres proves del programa de natació. No va classificar-se per cap de les finals, sent el millor resultat l'onzena posició en els 400 metres lliures. Es va retirar de la competició en acabar els Jocs.
El 1985 va ser inclosa al Saló de la Fama de l'Esport d'Austràlia.